# Wojciech Gniadek
Wojciech Antoni Gniadek (ur. 2 listopada 1891 w Brzozowej, zm. ?) – major piechoty Wojska Polskiego II RP i podpułkownik ludowego Wojska Polskiego.

## Życiorys
Urodził się 2 listopada 1891 w Brzozowej jako syn Jana. Po odzyskaniu przez Polskę niepodległości został przyjęty do Wojska Polskiego. Brał udział w wojnie polsko-bolszewickiej. Został awansowany do stopnia porucznika piechoty ze starszeństwem z dniem 1 czerwca 1919, następnie do stopnia kapitana piechoty ze starszeństwem z dniem 15 sierpnia 1924. W latach 20. był przydzielony do 77 pułku piechoty w garnizonie Lida. W październiku 1924 został przydzielony do Batalionu Szkolnego Piechoty Okręgu Korpusu Nr III na stanowisko dowódcy kompanii szkolnej podchorążych rezerwy piechoty, a w 1928 był w kadrze Oficerskiej Szkoły dla Podoficerów. W 1932 był w kadrze Szkoły Podchorążych dla Oficerów w Bydgoszczy.
Awansowany do stopnia majora został dowódcą II batalionu 62 pułku piechoty w Bydgoszczy. Na tym stanowisku po wybuchu II wojny światowej walczył w kampanii wrześniowej i 18 września 1939 został ciężko ranny. Po wojnie był podpułkownikiem ludowego Wojska Polskiego. Mundur Wojciecha Gniadka został wyeksponowany na wystawie stałej w Muzeum Wojsk Lądowych w Bydgoszczy.

## Ordery i odznaczenia
- Krzyż Kawalerski Orderu Odrodzenia Polski (1 października 1946)[13]
- Krzyż Walecznych (trzykrotnie)
- Srebrny Krzyż Zasługi (10 listopada 1928)[15]
- Medal Pamiątkowy za Wojnę 1918–1921[16]
- Medal Dziesięciolecia Odzyskanej Niepodległości[16]
- Odznaka za Rany i Kontuzje[16]